# Temporada de huracanes del Atlántico de 2012
La temporada de huracanes del Atlántico de 2012 fue el último año de una serie consecutiva de tres temporadas muy activas desde 2010, con 19 tormentas tropicales; aunque muchas de las tormentas fueron débiles y de corta duración. La temporada también fue una temporada costosa en términos de daños a la propiedad convirtiéndose en la sexta temporada más costosa, detrás de 2004, 2021, 2022, 2005 y 2017. La temporada comenzó oficialmente el 1 de junio y finalizó el 30 de noviembre de 2012, fechas que convencionalmente delimitan el período durante cada año en que se forman la mayoría de los ciclones tropicales en el Océano Atlántico. Sin embargo, Alberto, el primer sistema nombrado del año, se desarrolló el 19 de mayo, la fecha de formación más temprana desde la tormenta subtropical Andrea en 2007. Un segundo ciclón tropical, Beryl, se desarrolló más tarde ese mes. Esta fue la primera aparición de dos tormentas con nombre de pretemporada en la cuenca del Atlántico desde 1951. Llegó a tierra en el norte de Florida el 29 de mayo con vientos de 100 (65 mph), lo que la convierte en la tormenta de pretemporada más fuerte en hacer recalada en la cuenca atlántica. Esta temporada marcó la primera vez desde 2009 en la que no se formaron ciclones tropicales en julio. El huracán Nadine estableció otro récord más adelante en la temporada; el sistema se convirtió en el cuarto ciclón tropical de mayor duración jamás registrado en el Atlántico, con una duración total de 22,25 días.
El impacto durante la temporada fue generalizado y significativo. A mediados de mayo, Beryl llegó a la costa de Florida y causó 1 muerte y $25 millones en daños. A finales de junio y principios de agosto, la tormenta tropical Debby y el huracán Ernesto causaron ocho y doce muertos y $250 millones y $174 millones en daños tras azotar a la Florida y la Península de Yucatán, respectivamente. A mediados de agosto, los remanentes de la tormenta tropical Helene mataron a dos personas por fuertes lluvias en Trinidad y Tobago. A finales de agosto, Isaaac afectó severamente el Caribe y la costa del golfo de Estados Unidos matando al menos a 34 personas; 24 en Haití, 5 en República Dominicana y 5 en Estados Unidos y $2.73 mil millones en daños. El Huracán Rafael afectó a mediados de octubre a partes del Caribe con fuertes precipitaciones que resultaron en 1 fallecimiento en la isla de Guadalupe. El ciclón más costoso, mortal y notable de la temporada fue el Huracán Sandy, que se formó el 22 de octubre. Después de azotar a Cuba con una intensidad de categoría 3 en la escala de vientos huracanados Saffir-Simpson, el huracán tocó tierra en la costa sur de Nueva Jersey. Sandy dejó 235 muertos y $53 mil millones en daños a su paso, lo que lo convierte en uno de los huracanes más costosos del Atlántico registrado. En conjunto, Las tormentas de la temporada causaron al menos 293 muertes y alrededor de $56.15 mil millones en daños, lo que convirtió en la temporada más mortífera desde 2008 y la más costosa desde 2005.

## Predicciones
Estas predicciones se emiten antes de cada temporada de huracanes por el célebre experto en huracanes Philip J. Klotzbach, William M. Gray, y sus asociados en la Universidad Estatal de Colorado - CSU, y por separado los meteorólogos de la NOAA |. En diciembre de 2011 la CSU anunció que dejaría de internet la cuantitativa lo cual generó una notable discusión, señalando que "... las previsiones de los últimos 20 años no han mostrado en tiempo real la habilidad de pronóstico". Ellos, sin embargo, al lanzar un pronóstico cuantitativo para el año 2012, en abril de El equipo de Klotzbach (antes dirigido por Gray) definió el número medio de tormentas por temporada (1981 a 2010), con 12,1 tormentas tropicales, huracanes 6.4, 2.7 huracanes de gran intensidad (tormentas de llegar al menos a categoría 3 en la escala de huracanes Saffir-Simpson) y ACE Índice de 96.1 NOAA define una temporada por encima de lo normal, casi normal o por debajo de lo normal por una combinación del número de tormentas con nombre, el número de alcanzar fuerza de huracán, el número de alcanzar fuerza de huracán mayor y las Índice ACE

### Previsiones de pretemporada
El 7 de diciembre de 2011, la Tropical Storm Risk (TSR), un consorcio público, compuesto por expertos en materia de seguros, gestión de riesgos y junto con la predicción climática estacional de la University College de Londres, emitió un rango prolongado de pronósticos que predicen una temporada de huracanes por encima del promedio. En su informe, la TSR señaló que la actividad de ciclones tropicales podría ser un 49% por encima del promedio 1950-2010, con 14,1 (± 4,2) las tormentas tropicales, 6,7 (± 3,0) huracanes, y 3.3 (± 1,6) grandes huracanes previstos, y un índice ACE acumulado de 117 (± 58) Más tarde ese mes el 21 de diciembre, los Servicios Internacionales del medio ambiente- WSI publicó una previsión de rango extendido, una predicción de la temporada de huracanes cerca de la media. En su pronóstico, WSI señaló que una disminución de temperatura debida a la Oscilación del Atlántico Norte la cual no se había visto en una década, junto con el debilitamiento de La Niña, se traduciría en una estación cercana a la media, con 12 tormentas nombradas, 7 huracanes y 3 huracanes intensos. También se predijo una probabilidad cercana al promedio de que un huracán toque tierra en la costa de EE. UU., con una probabilidad ligeramente elevado en la costa del Golfo y una probabilidad ligeramente reducida a lo largo de la costa este. El 4 de abril de 2012, la Universidad Estatal de Colorado (CSU), emitió su pronóstico actualizado para la temporada, llegando a la conclusión de que sería una temporada por debajo de lo normal debido a una mayor posibilidad de desarrollo de un fenómeno de El Niño durante la temporada. El 24 de mayo, la Oficina Meteorológica del Reino Unido (UKMO) emitió un pronóstico de una temporada ligeramente por debajo de la media. Se predijo 10 tormentas tropicales entre junio y noviembre, con una probabilidad del 70% que el número sería de entre 7 y 13. Sin embargo, no emitió pronósticos sobre el número de tormentas tropicales y huracanes. También predijo un Índice de ACE de 90 con una probabilidad del 70% que el índice estaría en el rango de 28 a 152

### Actualización a media temporada

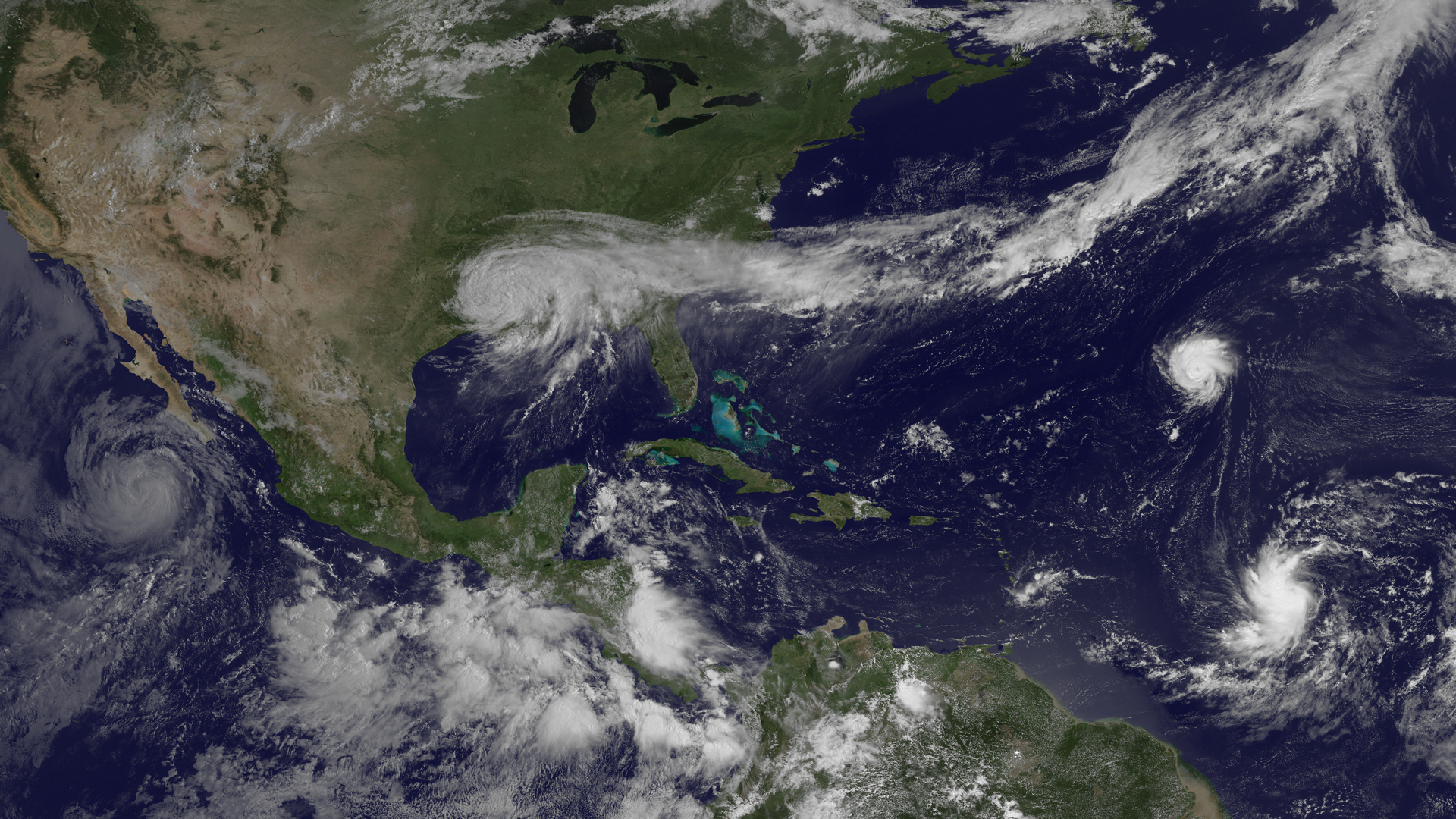
Toma satelital de América Tropical. De izquierda a derecha se observa al Huracán Ileana y un área de perturbación en el Pacífico. El Huracán Isaac sobre Luisiana, Kirk & Leslie en el océano Atlántico. Imagen capturada el 30 de agosto.

El 9 de agosto de 2012, la NOAA revisó sus predicciones afirmando que se formarían más tormentas que las temporadas pasadas, sabiendo que 3 ciclones tropicales se habrían formado en la primera semana de agosto a pesar de que El Niño, debilitado, se hubiese formado. La agencia entonces había aumentado su predicción de formación entre 12 a 17 tormentas nombradas hasta el 30 de noviembre. La predicción original de la NOAA era entre 9 a 15 tormentas nombradas.

## Cronología de la actividad ciclónica de la temporada
La temporada de huracanes en el Atlántico comenzó oficialmente el 1 de junio de 2012.  Fue una temporada superior a la media en la que se formaron 19 ciclones tropicales. Las diecinueve depresiones alcanzaron el estado de tormenta tropical y diez de ellas se convirtieron en huracanes. Sin embargo, solo dos huracanes se intensificaron aún más hasta convertirse en huracanes mayores. De hecho, esta fue la primera temporada desde 2006 que no tuvo un huracán de al menos categoría 4 de intensidad. La temporada estuvo por encima del promedio probablemente debido a las condiciones neutrales en el Océano Pacífico. La última tormenta de la temporada, se disipó el 29 de octubre, más de un mes antes del final oficial de la temporada de huracanes el 30 de noviembre.
La ciclogénesis tropical comenzó en el mes de mayo, con las tormentas tropicales Alberto y Beryl. Esta fue la primera aparición de dos tormentas tropicales de pretemporada en el Atlántico desde 1951. Además, Beryl es considerado como el ciclón tropical más fuerte registrado de pretemporada en los Estados Unidos. En junio, también hubo dos sistemas, el Huracán Chris y la Tormenta tropical Debby. Sin embargo, no se desarrollaron ciclones tropicales en el mes de julio, la primera ocurrencia desde la temporada de 2009 . La actividad se reanudó el 1 de agosto, con el desarrollo del Huracán Ernesto. Con un total de ocho tormentas tropicales en agosto, esto empata el récord establecido en 2004.
Solo se formaron dos ciclones tropicales en septiembre, aunque tres sistemas que existieron en ese mes se originaron en agosto. Michael se convirtió en el primer gran huracán de la temporada el 6 de septiembre, cuando alcanzó su punto máximo como huracán de categoría 3. El Huracán Nadine se desarrolló el 10 de septiembre y se convirtió en extratropical el 21 de septiembre. Sin embargo, Nadine se volvió a desarrollar el 23 de septiembre y posteriormente duró hasta el 3 de octubre. Con una duración total de 24 días, Nadine fue el cuarto ciclón tropical del Atlántico de mayor duración en récord, detrás del huracán San Ciriaco de 1899, el Huracán Ginger en 1971 y el huracán Inga en 1969. En octubre, hubo cinco ciclones tropicales: las tormentas tropicales Oscar, Patty y Tony, así como los huracanes Rafael y Sandy. Esta actividad estuvo muy por encima del promedio, aunque no récord, para el mes de octubre. El Huracán Sandy sobrevivió a la última tormenta nombrada, Tony, y se convirtió en extratropical el 29 de octubre, poniendo fin a la actividad ciclónica en la temporada de 2012.

### Energía Ciclónica Acumulada (ACE)
La actividad estacional se reflejó con un índice de Energía Ciclónica Acumulada de 130.1125 unidades, el ECA es, en términos generales, una medida del poder de un huracán multiplicado por el tiempo que existió; por lo tanto, las tormentas duraderas y los sistemas particularmente fuertes dan como resultado altos niveles de la ECA. La medida se calcula según los avisos completos para ciclones con intensidad de tormenta tropical: tormentas con vientos que superan las 39 mph (63 km/h).

## Ciclones tropicales

### Tormenta tropical Alberto
El fenómeno meteorológico se inicia durante la madrugada del día 19 de mayo, como un fenómeno no-tropical en el área de baja presión que se convirtió en estacionario solo sobre las costas de Carolina del Sur produciendo un sistema activo de tormenta. Este ganó rápidamente las características tropicales sobre las temperaturas de superficie cálida del mar en la corriente del Golfo y a las 21:00 UTC esa tarde, el Centro Nacional de Huracanes inicio las asesorías pertinentes sobre la Tormenta Tropical Alberto, la primera tormenta nombrada al formulario durante mayo en la cuenca atlántica desde Arthur en 2008 y la primera tormenta tropical desde Ana en abril de 2003. Combinado con el desarrollo de pretemporada de Aletta en el Pacífico oriental, se convirtió en la primera aparición donde los ciclones tropicales alcanzaron el estatus de tormenta tropical en las cuencas del Atlántico y el Pacífico oriental (este de la 140 ° W) antes del inicio habitual de sus temporadas de huracanes respectivos.
El día 19 de mayo a las 22:50 UTC, un barco cerca de Alberto informó de vientos con una magnitud de 60 mph (95 km/h), indicando que los vientos en la tormenta eran más fuertes de lo que previamente se habían estimado. Este fortalecimiento ocurrió durante los pocas horas y, de hecho, hubo un leve debilitamiento durante esa noche debido al arrastre de aire seco y comenzó a afectar el sistema, dejando el centro expuesto al este de la circulación. Después de permanecer la tormenta tropical durante 24 horas, esta se debilitó a depresión tropical el día 22 de mayo mientras se desplazaba hacia el noreste mar adentro. En la tarde del 21 de mayo, la NHC descontinuó avisos sobre la tormenta llamada Alberto después de que el sistema no pudo mantener la convección; en este momento el ciclón fue ubicado aproximadamente a 170 millas (270 km) al sur-sureste de cabo Hatteras, Carolina del Norte. Mientras la tormenta estaba activa, Alberto produjo olas de 3 a 5 pies (9 a 15 dm), provocando varios rescates en el océano Atlántico.

### Tormenta tropical Beryl
La tormenta tropical Beryl era la tormenta más fuerte fuera de la temporada de huracanes del Atlántico de 2012 que tocó tierra en Estados Unidos en la historia. El segundo ciclón tropical de la temporada 2012 de huracanes del Atlántico, Beryl desarrolló el 26 de mayo de 2012 a partir de un sistema de baja presión cerca de la costa este de los Estados Unidos. Inicialmente subtropical, la tormenta poco a poco adquirió características tropicales, ya que a través de un seguimiento de las temperaturas más cálidas superficiales del mar y dentro de un entorno de disminución de cizalladura vertical del viento. A última hora del 27 de mayo de Beryl la transición a un ciclón tropical, mientras que menos de 120 millas (190 kilómetros) de norte de Florida. Temprano el 28 de mayo, la tormenta se movía a tierra cerca de Jacksonville Beach, Florida, con vientos máximos de 70 mph (110 km / h). Pronto se debilitó a una depresión tropical, y dejó caer fuertes lluvias mientras se mueve lentamente a través del sureste de los Estados Unidos. Un frente frío se volvió la tormenta hacia el noreste, y Beryl se convirtió en extratropical el 30 de mayo.
Beryl produjo fuertes lluvias en Cuba, donde las inundaciones causaron deslizamientos de tierra y dos muertes. Altas cantidades de precipitaciones también afectaron el sur de Florida y las Bahamas. Beryl produjo fuerte oleaje en el sureste de Estados Unidos, una persona fue reportada como desaparecida en Folly Beach, Carolina del Sur. Al tocar tierra en Florida, la tormenta produjo los fuertes vientos que dejaron a 38.000 personas sin electricidad. Las Fuertes lluvias fueron favorables para aliviar las condiciones de sequía y apagar los incendios forestales a lo largo de trayectoria de la tormenta. Un árbol caído mató a un hombre que conducía en el Condado de Orangeburg, Carolina del Sur. En el noreste de Carolina del Norte, Beryl dio lugar a un tornado que arrancó árboles EF1 y decenas de casas dañadas cerca de la ciudad de Peletier.

### Huracán Chris
El 17 de junio, un área de baja presión desarrollado a partir de un límite estancado frontal, cerca de las Bermudas. En lo alto de cálidas temperaturas superficiales del mar y la cizalladura del viento la luz, la baja presión poco a poco adquirió características tropicales al día siguiente, y durante las horas de la tarde del 19 de junio, después de sufrir tormentas eléctricas profunda durante un período suficiente de tiempo, el Centro Nacional de Huracanes comenzó a escribir avisos sobre La tormenta tropical Chris. La tormenta tropical Chris también estableció un récord para el primer tercio tercera formación de ciclones tropicales en cualquier temporada, detrás de las tormentas en 1887 y 1959. A pesar de estar en una latitud alta sobre el agua fría, se consolidó en el primer huracán de la temporada el 21 de junio. Después de encontrarse con aguas más frías, se debilitó de nuevo a una tormenta tropical a solo seis horas más tarde. Temprano el 22 de junio Chris comenzó la transición a un ciclón post-tropical a medida que interactúa con una baja extratropical de mayor tamaño hacia el sur. La advertencia final sobre Chris se emitió a las 11 AM el 22 de junio (AST) después de completar su ciclo post-tropical de transición.

### Tormenta tropical Debby
Un área de tiempo inestable que resultó de la combinación de un límite estacionario frontal, de una onda tropical, y un poco de energía a partir de los restos del huracán Carlotta lentamente organizados en el Caribe occidental y luego en el golfo de México. Ganó la organización suficiente como para ser clasificado como tormenta tropical Debby en la tarde del 23 de junio. Debby es la primera tormenta de cuarto registrado en la cuenca del Atlántico, superando el huracán Dennis (2005), que se formó el 5 de julio. la Tormenta Tropical Debby se disipó el 27 de junio de 2012.

### Huracán Ernesto
Un sistema asociado a una Onda Tropical salió del oeste del continente africano el pasado 28 de julio, cruzó el Atlántico Central sin mayor relevancia, al acercarse al Continente Americano, empezó a desarrollarse el 1 de agosto a las 5 ET, y el CNH lo identificó como la depresión tropical cinco. Días después se convirtió en la tormenta tropical Ernesto. En su paso por las Antillas Menores dejó consigo lluvias torrenciales y vientos huracanados. También afectó considerablemente a Venezuela, ya que Ernesto interactuó con la ZCIT al norte del país, produciendo torrenciales lluvias acompañadas de descargas eléctricas. En su paso por el Caribe, el ciclón dejó lluvias torrenciales de forma directa e indirecta; directa en las Antillas Mayores, tales cono Haití, Jamaica, Puerto Rico, las Islas Caimán, y la porción Oeste de Cuba; e indirecta en los países de Centroamérica como Honduras, Nicaragua, y la parte norte de Costa Rica.
Este sistema entró en el golfo de Honduras el día 7 de agosto, y se convirtió en Huracán de Categoría dos con vientos máximos de 155 km/h convirtiéndolo en el segundo ciclón de la temporada, según el boletín de la NHC emitido el 7 de agosto a las 14.00. Luego, ese mismo día por la noche, la tormenta tocó tierra en el poblado llamado Mahahual en la península de Yucatán, al sur de Cancún, llegando a debilitarse a Tormenta Tropical; durante todo el día 8 de agosto traspaso esta área, con lluvias torrenciales y vientos huracanados con afectaciones en la misma península y la parte norte de Guatemala, entró en contacto con las aguas del golfo de México, en su parte sur, y se fortaleció un poco más, y este jueves 9 de agosto, tocó de nuevo en tierras mexicanas, específicamente en el estado de Veracruz, en la ciudad de Coatzacoalcos, dejando fuertes lluvias y cuantiosos daños materiales. Durante la noche del jueves 9 de agosto se degradó a Depresión Tropical. Durante el día la noche del jueves y la madrugada del viernes ha descargado lluvias torrenciales, deslaves y vientos huracanados que dejó como resultado a 12 personas muertas y cuantiosos daños que abarcan desde casas a algunas estructuras del estado de Veracruz. La mañana del viernes 10 de agosto, a las 10.00 la NHC identificó a Ernesto como un sistema de remanentes, afectado por las altas cordilleras de México. Sus remanentes entraron en contacto con el océano Pacífico, e interactuaron en un área de Baja Presión, con esto, el sistema se reorganizó y se convirtió en la Tormenta Tropical Héctor.

### Tormenta tropical Florence
El día 1 de agosto, una Onda tropical abandonó el continente africano, dejando lluvias en la parte oeste de este continente, inmediatamente, al entrar en contacto con el océano Atlántico, empezó a fortalecerse de forma rápida, la NHC mantuvo vigilancia sobre este sistema hasta que el día viernes 3 de agosto, consideraron que este reunía condiciones favorables para una depresión tropical, pues así la NHC indicó que se había formado la Depresión Tropical Seis, a las 03:00 GMT. Un día después en la mañana del sábado 4, se convirtió en la Tormenta Tropical Florence. Se ubicaba a 1.335 km al oeste de las Islas de Cabo Verde. Se observaba que al tormenta se encontraba desorganizada. Ya para el 6 de agosto fue emitida la última advertencia de Florence por parte del CNH. Declarándola Ciclón Post-Tropical, por lo cual ya no se vigilaría. Los 'remates' de Florence todavía estuvieron por el Atlántico con una baja asociada de 1008 hPa, pero el CNH declaró que ya no tenía características tropicales, por estar sobre latitud 20º, ya no se desarrollaría.

### Huracán Gordon
El 9 de agosto salió de las costas africanas una onda tropical sobre el paralelo de 15° N, junto con una baja asociada de 1013 hPa. Inmediatamente de su formación el NHC le dio un 30% de posibilidad de desarrollo ciclónico durante las próximas 48 h. No pasaron muchos días cuando la misma NHC le fue bajando la posibilidad de desarrollo ciclónico, hasta llegar a 10%, mientras esta fue ganando latitud. Durante la noche del 14 de agosto, la onda fue interactuando con una vaguada localizada al nor-este de las Antillas Menores, desde esa noche, la NHC le aumentó la posibilidad de desarrollo a un 50%. Para el boletín de las 0800 UTC del otro día, la onda tropical tenía un 80% de posibilidad de desarrollo. No fue hasta el boletín de las 1600 UTC, cuando se le declaró Depresión Tropical Ocho, con presión mínima de 1012 hPa.
Luego el día jueves 16, la intensidad de esta depresión aumentó y se convirtió a las 09:00 UTC en la 8ª Tormenta Tropical de la temporada con el nombre de Gordon. Poco después se transformó en un huracán de categoría 1, y posteriormente a 2. Mantuvo su trayectoria inicial, mientras disminuía su fuerza a categoría 1 el lunes 20 de agosto. A las 5:30 GMT La NHC, por medio de sus registros satelitales, identificó que el centro de la tormenta tocó tierra en la isla de Santa María, de las Azores Orientales, dejando fuertes precipitaciones acompañadas de vientos huracanados y olas de 2 m. Posteriormente esta tormenta siguió desplazándose más al noreste y el día lunes 20 de agosto, la NHC a través de imágenes de satélite, reconoció a Gordon muy cerca de las costas del Sudoeste Europeo, pero ya había perdido sus características tropicales y se degradó a Ciclón Post-Tropical. Horas más tarde una borrasca, asociada a un frente frío, lo absorbió.

### Tormenta tropical Helene
El 7 de agosto una onda tropical salió de África bajo el paralelo de 12° N, junto a una baja presión de 1009 hPa. Mientras el Centro Nacional de Huracanes empezó a monitorearla, dándole un 20% de probabilidad de convertirse en un Ciclón tropical en las próximas 48 horas. Mientras pasaban los días el CNH le fue aumentando la posibilidad de desarrollo, hasta llegar al 70% el 9 de agosto. En el boletín de las 1600 UTC del mismo día, el CNH informó que se había formado la Depresión Tropical número 7 de la temporada. El sistema, a partir de allí, no se fortaleció más, y la tarde del sábado 11 de agosto, la depresión degeneró en una onda tropical por lo cual se habían descontinuado los avisos de Tormenta Tropical para las islas de las Antillas Menores.  El domingo 12 de agosto, un avión cazahuracanes inspeccionó el área de la Onda Tropical, para ver si pudiera existir alguna posible regeneración de la extinta Depresión Tropical Siete; pero el avión la encontró muy desorganizada, y fue mantenida como Onda Tropical. Durante los próximos días de mantuvo así, dándole 0% de probabilidad de reorganización. El día jueves 16 de agosto la NHC notó que los remanentes de esta, al llegar a la bahía de Campeche, se estaba organizando nuevamente, y le dio a este sistema un 40% de generación. Se envió un avión cazahuracanes, para inspeccionar más de cerca a este sistema, y esté encontró que la presión barométrica se encontraba a 1004 hPa, además poseía una circulación ciclónica bien definida, por esas razones, la NHC afirmó que este sistema era una tormenta tropical, y la nombró como Helene. Mantuvo una trayectoria cerca de las costas del Este de México, y el día sábado 18 de agosto tocó tierra en el estado de Veracruz, mientras se la degradó a Depresión Tropical. Su impacto dejó como resultado, lluvias torrenciales y ciertos deslizamientos; para el domingo 19 de agosto, al entrar en contacto con las sierras del interior de México, se disipó.

### Huracán Isaac
Una onda tropical el pasado sábado 18 de agosto salió del continente africano, sin mayor trascendencia. Al entrar en contacto con las aguas tropicales del océano Atlántico, este sistema empezó a tomar fuerzas, aumentando su actividad lluviosa, con tormentas eléctricas y vientos. La NHC ha estado vigilando su evolución desde su salida de África hasta su formación, es decir, el día martes 21 de agosto en que se transformó en la Depresión Tropical Nueve..En la tarde del mismo día un avión cazahuracanes inspeccionó la depresión y la encontró mejor definida, automáticamente la NHC decreto que se había formado la Tormenta Tropical Isaac. Para la noche del 21 de agosto la tormenta se intensifica potencialmente, con todo a su favor, pero a la vez sufre un leve debilitamiento; la presión mínima central se ubicó en 1006 hPa, un ligero incremento en cuanto a sus 1005 hPa de la tarde del mismo día, para luego bajar a 1004 hPa. La tarde el 22 de agosto la tormenta azotó a las Antillas Menores, además fuertes bandas nubosas asociadas a Isaac afectaron a Trinidad y Tobago; la madrugada del día siguiente Isaac empezó a virar al SSO, para ubicarse en 15.1 N (16.0 en la noche de día anterior). En la mañana nuevamente bandas nubosas asociadas a Isaac, desbordaron numerosos ríos en el norte de Venezuela, trayendo como consecuencia inundaciones en diferentes poblados. Un fallecido en Sucre y otro en Falcón y tres desaparecidos dejó Isaac por su paso por el estado Miranda, además de cientos de vivienda afectadas.
En República Dominicana se han reportado varias comunidades afectadas por las lluvias torrenciales provocadas por esta tormenta especialmente en las ciudades de Barahona, San José de Ocoa y la capital Santo Domingo. Mientras tanto, en Haití se ha reportado a ocho personas fallecidas, en ellas una niña fallecida a causa de los fuertes lluvias. Este sistema, después de tocar tierra en la isla de La Española, el día sábado 25 de agosto a las 15:00 GMT, La NHC identificó la posición de Isaac, observando que este fenómeno tocó tierra en la provincia oriental de Guantanamo de Cuba. Luego este sistema se fortaleció ligeramente al tocar en las aguas del estrecho de la Florida. Al entrar en contacto con las aguas del golfo de México, este sistema adquirió mejor organización y fortalecimiento, y el día martes 28 de agosto se transformó en huracán de categoría 1. Amenazante, se desplazó acercándose a las costas de los estados del golfo. Este mismo día a las 18:45, Hora local, el ciclón tocó tierra en el sudeste de Luisiana como categoría 1. Descargando lluvias torrenciales y vientos huracanados en las áreas de los estados de Luisiana y Misisipi. Se han reportado cortes de energía eléctrica, además de inundaciones, resacas y vientos en gran parte de las ciudades de este estado como Nueva Orleans a causa de esta tormenta. Posteriormente el día 29 de agosto se degradó a Tormenta Tropical y se mantuvo casi estacionario durante dos días. El día jueves 30 de agosto, este se degradó a depresión tropical y siguió desplazándose sobre los estados del Centro Sur del país, descargando lluvias y tormentas eléctricas, con amenaza se tornados. Dos días después, el sábado 1 de septiembre, la Hydrometeorological Prediction Center (HPC), declaró que Isaac perdió sus características tropicales, por lo tanto categorizado como Ciclón Post-Tropical. Un sistema frontal posteriormente lo absorbió.
Para obtener la última información oficial véase:
- Archivos del Centro Nacional de Huracanes sobre avisos y alertas de Isaac (en inglés).

### Tormenta tropical Joyce
Una onda tropical salió del continente africano el día lunes 21 de agosto. Esta, al igual que las pasadas ondas se desarrolló de forma gradual hasta convertirse en la Depresión Tropical Diez, el día miércoles 22 de agosto. Un día después la Depresión se convirtió en la Tormenta Tropical Joyce. Se encontraba ubicada a 1930 km al este de las Islas de Sotavento. Su desplazamiento era de 22 km/h en dirección oeste-noroeste en mar abierto. Para el boletín de las 2300 UTC la CNH declaró que Joyce había perdido organización, subida de presión mínima, y baja de vientos, por lo cual se la catalogó nuevamente como Depresión Tropical, con el nombre de la antigua tormenta Joyce. Aunque se esperaba que se fortaleciera nuevamente a tormenta. El viernes 24 de agosto la NHC declaró que Joyce se había disipado, por lo cual se emitió la última advertencia de este sistema.

### Huracán Kirk
Un área de baja presión, salió de las costas africanas el día 22 de agosto, al poco tiempo la NHC empezó a monitorearla, diversos modelos meteorológicos, señalaron que podría seguir la misma ruta que el anterior sistema tropical Gordon. Mientras la NHC iba aumentando su posibilidad de desarrollo ciclónico hasta llegar a un 70%. Para la tarde del martes 28 de agosto se formó la Depresión Tropical número 11 de la temporada; para la misma noche de ese día en un boletín del NHC, señalaba que la depresión se encontraba mejor definida, aumentando incluso la velocidad de sus vientos, lo cual se le declaró como la undécima Tormenta Tropical de la temporada, con el nombre de Kirk. En el boletín de la NHC, emitido el 30 de agosto se declaró que Kirk adquirió características de huracán de categoría uno, con vientos máximos de 120km/h. Se desplaza al norte, noroeste a una velocidad de 13 km/h. Para la noche del 30 de agosto, la NHC declaró que Kirk se había convertido en un sólido huracán categoría dos. Los vientos de Huracán se extendían con un diámetro de 30 km; y 110 km de tormenta tropical. El día 2 de septiembre, la NHC declaró que Kirk se había convertido en un sistema Post-tropical, localizado a 1550 km al este-noreste de Cape Race, Terranova. Pocas horas después, un Sistema Frontal lo absorbió.

### Huracán Leslie
Una onda tropical, salió de África el pasado sábado 25 de agosto, al entrar en contacto con las aguas del Atlántico Tropical, empezó a desarrollarse y mereció la atención de la NHC. Pasaron los días y este sistema se movía al oeste y a la vez adquiría organización. El día jueves 30 de agosto, la NHC emitió su primer boletín a las 11:00 ET indicando la formación de la Depresión Tropical número Doce de esta temporada con vientos de 55 km/h y una presión de 1007hPa.  Después en el siguiente boletín emitido por la NHC, indicaba que una nueva tormenta tropical se había formado y le asignaron el nombre de Leslie. Durante los días siguientes, mantuvo una trayectoria errrática y lenta. Ya el día 5 de septiembre, La NHC reconoció, a través de las imágenes de satélite, que se había formado el sexto huracán de esta temporada, ubicado a 690 km al sur-sureste de Bermudas. Varias horas después se degradó a Tormenta Tropical.
Para la tarde del 11 de septiembre, la NHC indicó que Leslie había perdido sus características tropicales, por lo cual ya no se le vigilaría.
Leslie se caracterizó por ser la segunda duodécima tormenta formada prematuramente en la cuenca atlántica, eclipsada solo por Luis en 1995. Fue también la octava tormenta durante el pasado mes de agosto, que vincula el récord de agosto de 2004.

### Huracán Michael
Una baja presión relativamente pequeño se había formado al noroeste de Cabo Verde el pasado 31 de agosto. Este presentaba lluvias y tormentas eléctricas moderadas. La NHC puso atención a este sistema debido a que presentaba organización, y entonces se le empezó a vigilar. Al principio se creía que en poco tiempo se disiparía, dándole menos del 10% de probabilidad; pero este sistema empezó a fortalecerse y el 3 de septiembre, la NHC emitió su primer aviso, en que detallaba la formación de la Depresión Tropical Trece, localizado a 2310 km al oeste-noroeste de las islas de Cabo Verde.
Para el 4 de septiembre, un avión cazahuracanes determinó que la antigua Depresión Tropical Trece, poseía una presión barométrica de 1006 hPa, y vientos de tormenta tropical; por lo cual se informó que se había formado la Tormenta Tropical Michael. En las últimas horas se ha estado fortaleciéndose de forma rápida. Y el día miércoles 5 de septiembre a las 21:00 GMT, se convirtió en huracán de categoría 1 con vientos máximos de 120km/h. Día después, la NHC emitió un boletín especial a las 06:00 GMT del día jueves 6, en el que señalan a Michael se había fortalecido de manera rápida a categoría 2. Luego, en el siguiente boletín, afirmaron que esta tormenta alcanzó la categoría 3 con vientos máximos sostenidos de 185 km/h. Luego, varias horas después, se debilitó a categoría 2.
Michael fue para el 10 de septiembre, una tormenta tropical; se desplazaba a 37 km/h en dirección norte-noreste; durante sus últimas horas se debilitó de forma apresurada; incluyendo un desplazamiento muy rápido. Este huracán nunca representó peligro para tierra.

### Huracán Nadine
Una onda tropical, el día sábado 8 de septiembre, salió de la parte oeste del continente africano. Al entrar en contacto con las aguas cálidas del océano Atlántico empezó a adquirir características tropicales. La NHC estuvo investigando el desarrollo de este fenómeno. El martes 11 de septiembre, este afirmó que reunía los requisitos estructurales de un ciclón tropical, por lo tanto emitió su primer boletín, denominándolo como la Depresión Tropical Catorce. Horas después se fortaleció más y se convirtió en la Tormenta Tropical Nadine.
La NHC, el día sábado 15 de septiembre, en su boletín número 15 a las 15:00 GMT, detallaba que Nadine se había fortalecido lo suficiente para convertirse en un huracán de categoría 1, con vientos máximos de 120 km/h, debido a aguas cálidas de 27,5 °C y baja cizalladura vertical del viento. Al día siguiente, esta comenzó a aumentar; por eso, en el boletín emitido el día domingo 16 de septiembre a las 03:00 GMT, la National Hurricane Center indicaba que Nadine se había debilitado a Tormenta Tropical, mientras se encontraba ubicado a 1250 kilómetros al oeste-suroeste de las islas Azores. Después de varios días desplazándose de forma errática, un frente frío producido por una baja presión extratropical al norte de Nadine se acercó a la tormenta. Nadine casi se fusiona con la baja extratropical, pero no lo hizo, y comenzó a moverse al sur muy lentamente, sobre aguas más frías. Nadine luego fue envuelto por el frente frío, cambiando su forma de funcionar. Se detalló el día viernes 21 de septiembre a las 21:00 GMT, que Nadine se había transformado en Tormenta Subtropical, comenzando a alimentarse además del vapor de agua de mar, a los gradientes horizontales de temperatura producidos por el frente frío. Posteriormente, horas más tarde, esta se degradó a Ciclón Post-tropical; durante varios días mantuvo esta categoría.
El día domingo 23 de septiembre a las 15:00 GMT, la NHC declaró, a través de imágenes de satélite, que Nadine, al moverse sobre aguas ligeramente más cálidas, regeneró a Tormenta Tropical, ubicado a 835 kilómetros al sur de Azores. Varios días después, el 28 de septiembre se convirtió por segunda vez en huracán de categoría 1. con vientos máximos de 120 km/h, aumentando sus vientos a 150 km/h tiempo después. Posteriormente se debilitó, de nuevo, a Tormenta Tropical. Durante este lapso de tiempo, la tormenta estuvo asediando las islas Azores, con vientos y marejadas ciclónicas.
Para el viernes 5 de octubre un poderoso frente frío absorbió a Nadine. Hay que resaltar que Nadine se convirtió en el cuarto huracán con mayor tiempo en el Atlántico, con 24 días desde su inicio el 11 de septiembre.

### Tormenta tropical Oscar
Una onda tropical acompañada de una baja presión salió de las costas de África para el primero de octubre, presentando tormentas moderadas. Desde ese día la CNH empezó a monitorearla. Para el día siguiente, las tormentas se intensificaron, al igual la onda tropical empezó a mostrar signos de rotación ciclónica. Para el 3 de octubre la CNH señalaba en su boletín rutinario de las 1100UTC, que la onda tropical había aumentado la velocidad de sus vientos, por lo cual informaron que se había formado la depresión tropical número 15 de la temporada. La depresión se transformó a tormenta tropical con el nombre de Oscar el día 4 de octubre.
Oscar fue absorbido por el mismo poderoso Frente Frío que absorbió a Nadine el día 4 de octubre. Su último aviso fue publicado el 5 de octubre a las 1100 AM. En su último aviso se señaló que se encontraba a 1830 kilómetros al oeste de las islas de Cabo Verde.

### Tormenta tropical Patty
Una pequeña área de baja presión se formó a principios de octubre cerca de las Bahamas, esta producía lluvias y tormentas intensas. Para la mañana del 11 de octubre el CNH indicaba que está estaba presentando circulación cerrada, por lo cual se indicó que se había formado la Depresión Tropical Dieciséis. Más tarde de ese mismo día la NHC explicaba que la depresión presentaba un aumento en la velocidad de sus vientos, y circulación cerrada más intensa, por lo cual se informó qué se había formado la Tormenta Tropical Patty. En la mañana del día 12 de octubre, se degradó a depresión tropical. Posteriormente el sistema se disipó, ubicado a 350 kilómetros al este-noreste de las Bahamas. Este sistema nunca representó peligro para tierra.

### Huracán Rafael
Un área de baja presión con asociación a una onda tropical se había formado, el sábado 6 de octubre, entre las costas de América del sur y África. Mientras este sistema avanzaba en dirección oeste–noroeste, gradualmente se fortalecía. La NHC mantuvo vigilancia sobre este sistema, el día 12 de octubre se envió un avión cazahuracanes para verificar la situación de la baja presión que, horas antes había incrementado su actividad de vientos fuertes y precipitaciones torrenciales. Posteriormente el avión envió un informe a la NHC en el que detallaba que la tormenta había adquirido organización en sus bandas nubosas y que reunía los requisitos de un sistema ciclónico tropical; por lo tanto la NHC emitió su primer boletín a las 8 ET, en el que detallaba que se había formado una Tormenta Tropical, con nombre asignado Rafael, ubicado a 200 kilómetros al oeste–suroeste de Dominica. Con esto se emitieron avisos y alertas para afrontar la tormenta. Entonces, Rafael descargó lluvias torrenciales con vientos huracanados en áreas de las Antillas Menores, especialmente en las Islas Vírgenes y las Islas de Sotavento, este último siendo el más afectado debido a que su centro se desplazó sobre esta área.
El día 15 de octubre, ya en el océano Atlántico, a las 22:45 GMT se convirtió en el noveno huracán de la temporada, indicado así por la información emitida de la NHC a través del avión cazahuracanes. La tormenta se acercó a las costas de Bermudas trayendo consigo precipitaciones con tormentas eléctricas y vientos fuertes. Este sistema pasó al este de las islas; horas más tarde Rafael se alejó de las costas de esta isla, y los avisos de tormenta fueron descontinuados. La NHC emitió su último aviso detallando que Rafael se había convertido en un poderoso Ciclón Post-tropical ubicado a 760 kilómetros al sureste de Halifax, Nueva Escocia, con vientos de un huracán de categoría uno. Este sistema fue disminuyendo en intensidad en las aguas del Atlántico Norte llegando a penetrar en tierras de Portugal donde se disipó definitivamente. Así, su larga trayectoria constituyó una especie de círculo alrededor del océano Atlántico en su mitad norte, con más de 10000 km de distancia recorrida.

### Huracán Sandy
Una onda tropical en asociación a una baja presión se adentró en el mar Caribe, el día 18 de octubre. A medida que se desplazaba lentamente en dirección oeste aumentaba su actividad de lluvias y tormentas eléctricas. Cuatro días después, la NHC emitió su primer boletín a las 15:00 GMT afirmando que este sistema se había convertido en la decimoctava depresión tropical de esta activa temporada, ubicado a tan solo 515 kilómetros al sursudoeste de Jamaica. Posteriormente se emitió un boletín a las 21:00 GMT, afirmando que la depresión se convirtió en la Tormenta Tropical Sandy, ubicado a 640 kilómetros al sursudoeste de esta isla, se mantuvo estacionario durante aproximadamente 12 horas. Se emitieron avisos y alertas para tomar precauciones y medidas para afrontar este fenómeno. El día 24 de octubre a las 15:00 GMT la NHC detalló que Sandy se había convertido en un poderoso huracán de categoría uno, ubicado a solo 100 kilómetros de Kingston. Posteriormente, se emitió un aviso especial a las 19:20 GMT, en el cual se detalla que el ojo del huracán hizo contacto en el sureste de Jamaica a sólo 8 kilómetros al este de la capital aproximadamente a las 3:00 p. m. hora local. Luego, siguió desplazándose en dirección norte, donde se fortaleció a un huracán de categoría tres alcanzando un máximo de vientos de 185 km/h, posteriormente tocó tierra a las 1:30 a. m. hora local en la provincia de Santiago de Cuba . A su paso sobre la isla durante la madrugada de ese día, dejó cuantiosos daños materiales y pérdidas humanas aún no especificadas en la provincia. Posteriormente se movió sobre las Bahamas donde dejó precipitaciones y tronadas fuertes. Después de abandonar estas islas, sus bandas nubosas se ampliaron hasta unos 800 kilómetros de radio.
Durante los días posteriores, Sandy se había desplazado paralelamente a la costa este de los Estados Unidos trayendo consigo lluvias, tronadas e incluso nevadas en las áreas montañosas. El día lunes 29 de octubre a las 8:00 p. m. ET, la NHC aseguró que la tormenta había tocado tierra en el estado de Nueva Jersey a 10 kilómetros al suroeste de Atlantic City, no sin antes convertirse en un Poderoso Ciclón Post-tropical cuyas bandas nubosas de viento se extendían por más de 800 kilómetros. La tormenta hizo estragos en los estados del atlántico medio con daños materiales incuantificables, miles de personas damnificadas, varios hogares sin electricidad y un saldo de más de 106 personas muertas.
Desplazándose en tierras estadounidenses, Sandy continuó provocando condiciones de clima inestables especialmente en el Estado de Nueva York, Rhode Island y los estados de la región de Nueva Inglaterra. Horas más tarde se convirtió en una baja presión invernal perdiendo la categoría de un ciclón tropical. Luego, sus remanentes se asociaron con una baja presión invernal y se desplazaron más al norte, pasando sobre el este de Canadá, descargando nevadas, lluvias y vientos no-tropicales.
Por los daños causados por esta tormenta, el nombre de Sandy ha sido removido de la lista de tormentas a usarse en 2018.

### Tormenta tropical Tony
Un área de baja presión se desplazaba sobre el Atlántico central, el día 18 de octubre. A pesar de tener un diámetro relativamente pequeño empezó a adquirir características tropicales. Los vientos de alto nivel contribuyeron a la organización de este sistema. La NHC emitió, el día 22 de octubre a las 21:00 GMT, su primer boletín afirmando que se había formado la decimonovena depresión tropical de la temporada, segundo de este día (antes se había formado la decimoctava depresión, lo que se había convertido en Sandy); ubicado a 1205 kilómetros al este-noreste de las Islas de Sotavento. Las condiciones ambientales impedían que esta depresión se transformase en una tormenta tropical.
En el boletín número seis, emitido el 24 de octubre a las 03:00 GMT se afirmó que la depresión se había convertido en una Tormenta Tropical, con nombre asignado Tony. En los días siguientes estuvo en el océano Atlántico sin ningún tipo de peligro. La NHC emitió su último boletín el día 25 de octubre, afirmando que Tony se había convertido en un Ciclón Post-tropical, ubicado a 990 kilómetros al suroeste de las islas Azores. El sábado 27 de octubre, el ciclón post-tropical fue absorbido por una baja presión en el Atlántico Norte.

## Estadísticas de temporada
Esta es una tabla de todos los sistemas que se han formado en la temporada de huracanes de 2012. Incluye su duración, nombres, áreas afectada(s), indicados entre paréntesis, daños y muertes totales. Las muertes entre paréntesis son adicionales e indirectas, pero aún estaban relacionadas con esa tormenta. Los daños y las muertes incluyen totales mientras que la tormenta era extratropical, una onda o un baja, y todas las cifras del daño están en USD 2012.
| DT | TT | 1 | 2 | 3 | 4 | 5 |

| Nombre                  | Fechas activo                   | Categoría de tormenta en intensidad máxima | Vientos máx. (km/h) | Presión min (hPa) | ACE      | Áreas afectadas                          | Áreas afectadas | Áreas afectadas | Daños (en millones USD) | Muertos |
| Nombre                  | Fechas activo                   | Categoría de tormenta en intensidad máxima | Vientos máx. (km/h) | Presión min (hPa) | ACE      | Lugar                                    | Fecha           | Vientos (km/h)  | Daños (en millones USD) | Muertos |
| ----------------------- | ------------------------------- | ------------------------------------------ | ------------------- | ----------------- | -------- | ---------------------------------------- | --------------- | --------------- | ----------------------- | ------- |
| Alberto                 | 19 – 22 de mayo                 | Tormenta tropical                          | 95 (60)             | 995               | 1.87     | Ninguno                                  | Ninguno         | Ninguno         | N/A                     | 0       |
| Beryl                   | 26 – 30 de mayo                 | Tormenta tropical                          | 110 (70)            | 992               | 1.195    | Jacksonville Beach, Florida              | 28 de mayo      | 100 (65)        | $25 millones            | 1       |
| Chris                   | 18 – 22 de junio                | Huracán categoría 1                        | 140 (85)            | 974               | 3.605    | Ninguno                                  | Ninguno         | Ninguno         | N/A                     | 0       |
| Debby                   | 23 – 27 de junio                | Tormenta tropical                          | 100 (65)            | 990               | 2.7575   | Steinhatchee, Florida                    | 26 de junio     | 65 (40)         | $250 millones           | 8       |
| Ernesto                 | 1 – 10 de agosto                | Huracán categoría 2                        | 155 (100)           | 973               | 8.4975   | Banco Chinchorro, Quintana Roo, México   | 8 de agosto     | 150 (90)        | $174 millones           | 12      |
| Ernesto                 | 1 – 10 de agosto                | Huracán categoría 2                        | 155 (100)           | 973               | 8.4975   | Mahahual, Quintana Roo, México           | 8 de agosto     | 155 (100)       | $174 millones           | 12      |
| Ernesto                 | 1 – 10 de agosto                | Huracán categoría 2                        | 155 (100)           | 973               | 8.4975   | Coatzacoalcos, Veracruz, México          | 9 de agosto     | 100 (65)        | $174 millones           | 12      |
| Florence                | 3 – 6 de agosto                 | Tormenta tropical                          | 95 (60)             | 1002              | 1.5125   | Ninguno                                  | Ninguno         | Ninguno         | N/A                     | 0       |
| Helene                  | 9 – 18 de agosto                | Tormenta tropical                          | 75 (45)             | 1004              | 0.2825   | Tampico, México                          | 18 de agosto    | 55 (35)         | N/A                     | 2       |
| Gordon                  | 15 – 20 de agosto               | Huracán categoría 2                        | 175 (110)           | 965               | 8.645    | Isla de Santa María, Azores              | 20 de agosto    | 120 (75)        | N/A                     | 0       |
| Isaac                   | 21 de agosto – 1 de septiembre  | Huracán categoría 1                        | 130 (80)            | 965               | 10.355   | Jacmel, Haití                            | 25 de agosto    | 100 (65)        | $2.73 mil millones      | 34      |
| Isaac                   | 21 de agosto – 1 de septiembre  | Huracán categoría 1                        | 130 (80)            | 965               | 10.355   | Imías, Guantánamo, Cuba                  | 25 de agosto    | 95 (60)         | $2.73 mil millones      | 34      |
| Isaac                   | 21 de agosto – 1 de septiembre  | Huracán categoría 1                        | 130 (80)            | 965               | 10.355   | Desembocadura del Río Mississippi        | 29 de agosto    | 130 (80)        | $2.73 mil millones      | 34      |
| Isaac                   | 21 de agosto – 1 de septiembre  | Huracán categoría 1                        | 130 (80)            | 965               | 10.355   | Port Fourchon, Luisiana                  | 29 de agosto    | 130 (80)        | $2.73 mil millones      | 34      |
| Joyce                   | 22 – 24 de agosto               | Tormenta tropical                          | 65 (40)             | 1006              | 0.245    | Ninguno                                  | Ninguno         | Ninguno         | N/A                     | 0       |
| Kirk                    | 28 de agosto – 2 de septiembre  | Huracán categoría 2                        | 165 (105)           | 970               | 7.7425   | Ninguno                                  | Ninguno         | Ninguno         | N/A                     | 0       |
| Leslie                  | 30 de agosto – 11 de septiembre | Huracán categoría 1                        | 130 (80)            | 968               | 16.2825  | Ninguno                                  | Ninguno         | Ninguno         | N/A                     | 0       |
| Michael                 | 3 – 11 de septiembre            | Huracán categoría 3                        | 185 (115)           | 964               | 16.6975  | Ninguno                                  | Ninguno         | Ninguno         | N/A                     | 0       |
| Nadine                  | 10 de septiembre – 3 de octubre | Huracán categoría 1                        | 150 (90)            | 978               | 25.595   | Ninguno                                  | Ninguno         | Ninguno         | N/A                     | 0       |
| Oscar                   | 3 – 5 de octubre                | Tormenta tropical                          | 85 (50)             | 994               | 1.455    | Ninguno                                  | Ninguno         | Ninguno         | N/A                     | 0       |
| Patty                   | 11 – 13 de octubre              | Tormenta tropical                          | 75 (45)             | 1005              | 1.0925   | Ninguno                                  | Ninguno         | Ninguno         | N/A                     | 0       |
| Rafael                  | 12 – 17 de octubre              | Huracán categoría 1                        | 150 (90)            | 969               | 7.4      | Ninguno                                  | Ninguno         | Ninguno         | N/A                     | 1       |
| Sandy                   | 22 – 29 de octubre              | Huracán categoría 3                        | 185 (115)           | 940               | 13.6675  | Bull Bay, Jamaica                        | 24 de octubre   | 140 (85)        | $52.97 mil millones     | 235     |
| Sandy                   | 22 – 29 de octubre              | Huracán categoría 3                        | 185 (115)           | 940               | 13.6675  | Ciudad de Santiago de Cuba, Cuba         | 25 de octubre   | 185 (115)       | $52.97 mil millones     | 235     |
| Sandy                   | 22 – 29 de octubre              | Huracán categoría 3                        | 185 (115)           | 940               | 13.6675  | Brigantine, Nueva Jersey (extratropical) | 29 de octubre   | 130 (80)        | $52.97 mil millones     | 235     |
| Tony                    | 22 – 25 de octubre              | Tormenta tropical                          | 85 (50)             | 1000              | 1.215    | Ninguno                                  | Ninguno         | Ninguno         | N/A                     | 0       |
| Totales de la temporada |                                 |                                            |                     |                   |          |                                          |                 |                 |                         |         |
| 19 ciclones             | 19 de mayo - 29 de octubre      |                                            | 185 (115)           | 940               | 130.1125 | 13                                       | 13              | 13              | $56.15 mil millones     | 293     |

## Nombre de los ciclones tropicales
Los siguientes nombres fueron usados para los ciclones tropicales que se formaron en el océano Atlántico norte en 2012. Los nombres no usados están marcados con gris. Los nombres que no fueron retirados serán usados de nuevo en la temporada de 2018. Esta es la misma lista utilizada en la temporada del 2006. Los nombres Kirk, Oscar, Patty, Rafael, Sandy y Tony fueron usados por primera vez en esta temporada. Kirk reemplazó a Keith en el 2000 pero no fue usado en 2006.
| - Alberto - Beryl - Chris - Debby - Ernesto - Florence - Gordon | - Helene - Isaac - Joyce - Kirk - Leslie - Michael - Nadine | - Oscar - Patty - Rafael - Sandy - Tony - Valerie (sin usar) - William (sin usar) |

### Nombres retirados
El 11 de abril de 2013, durante la XXXV sesión de la RA IV Hurricane Committee de la Organización Meteorológica Mundial: retiró un nombre. Sandy, fue retirado debido a los cuantiosos daños y perdidas humanas que había provocado. Fue reemplazado por Sara en la temporada de 2018.

## Energía Ciclónica Acumulada
La tabla a la izquierda muestra la Energía Ciclónica Acumulada (ACE, por sus siglas en inglés) para cada tormenta en la temporada. El ACE es una medida de la energía del huracán multiplicado por la longitud del tiempo en que existió; las tormentas de larga duración, así como huracanes particularmente fuertes, tienen ACE alto. El ACE se calcula solamente a sistemas tropicales que exceden los 34 nudos (39 mph, 63 km/h), o sea, fuerza de tormenta tropical.
| ACE (104kt²) (Fuente) — Ciclón tropical: | ACE (104kt²) (Fuente) — Ciclón tropical: | ACE (104kt²) (Fuente) — Ciclón tropical: | ACE (104kt²) (Fuente) — Ciclón tropical: | ACE (104kt²) (Fuente) — Ciclón tropical: | ACE (104kt²) (Fuente) — Ciclón tropical: | ACE (104kt²) (Fuente) — Ciclón tropical: | ACE (104kt²) (Fuente) — Ciclón tropical: | ACE (104kt²) (Fuente) — Ciclón tropical: | ACE (104kt²) (Fuente) — Ciclón tropical: | ACE (104kt²) (Fuente) — Ciclón tropical: | ACE (104kt²) (Fuente) — Ciclón tropical: | ACE (104kt²) (Fuente) — Ciclón tropical: | ACE (104kt²) (Fuente) — Ciclón tropical: |
| ---------------------------------------- | ---------------------------------------- | ---------------------------------------- | ---------------------------------------- | ---------------------------------------- | ---------------------------------------- | ---------------------------------------- | ---------------------------------------- | ---------------------------------------- | ---------------------------------------- | ---------------------------------------- | ---------------------------------------- | ---------------------------------------- | ---------------------------------------- |
| 1                                        | 25.595                                   | Nadine                                   | 2                                        | 16.6975                                  | Michael                                  |                                          |                                          |                                          |                                          |                                          |                                          |                                          |                                          |
| 3                                        | 16.2825                                  | Leslie                                   | 4                                        | 13.6675                                  | Sandy                                    |                                          |                                          |                                          |                                          |                                          |                                          |                                          |                                          |
| 5                                        | 10.355                                   | Isaac                                    | 6                                        | 8.645                                    | Gordon                                   |                                          |                                          |                                          |                                          |                                          |                                          |                                          |                                          |
| 7                                        | 8.4975                                   | Ernesto                                  | 8                                        | 7.7425                                   | Kirk                                     |                                          |                                          |                                          |                                          |                                          |                                          |                                          |                                          |
| 9                                        | 7.40                                     | Rafael                                   | 10                                       | 3.605                                    | Chris                                    |                                          |                                          |                                          |                                          |                                          |                                          |                                          |                                          |
| 11                                       | 2.7575                                   | Debby                                    | 12                                       | 1.87                                     | Alberto                                  |                                          |                                          |                                          |                                          |                                          |                                          |                                          |                                          |
| 13                                       | 1.5125                                   | Florence                                 | 14                                       | 1.455                                    | Oscar                                    |                                          |                                          |                                          |                                          |                                          |                                          |                                          |                                          |
| 15                                       | 1.215                                    | Tony                                     | 16                                       | 1.195                                    | Beryl                                    |                                          |                                          |                                          |                                          |                                          |                                          |                                          |                                          |
| 17                                       | 1.0925                                   | Patty                                    | 18                                       | 0.2825                                   | Helene                                   |                                          |                                          |                                          |                                          |                                          |                                          |                                          |                                          |
| 19                                       | 0.245                                    | Joyce                                    |                                          |                                          |                                          |                                          |                                          |                                          |                                          |                                          |                                          |                                          |                                          |
| Total: 130.1125                          |                                          |                                          |                                          |                                          |                                          |                                          |                                          |                                          |                                          |                                          |                                          |                                          |                                          |